# 自己調節理論
自己調節理論（じこちょうせつりろん、英: Self-regulation theory）とは、目標達成のために自身の思考、行動、感情を導くプロセスを含む、意識的な個人管理のシステムである。

## 解説
自己調節はいくつかの段階で構成される。それらの段階において、個人は相互に作用し合う影響のネットワークの中で、自身の動機付け、行動、発達に寄与する者として機能しなければならない。
ロイ・バウマイスターは、自己調節を研究してきた主要な社会心理学者の一人であり、自己調節には望ましい行動の基準、基準を満たす動機付け、基準を破る前の状況と思考のモニタリング、そして最後に意志力という4つの要素があると主張する。バウマイスターは他の研究者とともに、その認知的アクセス可能性を説明するために設計された3つの自己調節モデル（知識構造、強さ、またはスキルとしての自己調節）を開発した。研究により、強さモデルが一般的に支持されていることが確認されている。なぜなら、それは脳内の限られた資源であり、その資源が枯渇するまでの一定量の自己調節しか発生しないからである。
自己調節理論は以下に適用できる：
- 衝動制御、短期的欲求の管理。衝動制御が低い人は、即座の欲求に基づいて行動する傾向がある。これは、多くの犯罪行為が瞬間的に発生するため、そのような人々が刑務所に入る一つの経路となる。非暴力的な人々にとっては、不注意な感情の爆発による友人関係の喪失や、過度の衝動的な購買による金銭的問題につながる可能性がある。
- 認知バイアスとして知られる制御の錯覚（英語版）。人々が環境への制御の行使に関する内部目標に動機づけられる程度に応じて、混沌、不確実性またはストレスの状況下で制御を再主張しようとする。真の制御に失敗した場合、一つの対処戦略は制御の防衛的帰属に頼ることであり、これが制御の錯覚につながる。
- 目標達成と動機付け（英語版）
- 病気行動（英語版）

## 歴史と貢献者

### アルバート・バンデューラ
自己調節プロセスを研究してきた多くの研究者、心理学者、科学者がいる。認知心理学者のアルバート・バンデューラは、社会認知理論と社会的学習理論につながる行動の獲得に焦点を当てた重要な貢献をした。彼の研究は行動的要素と認知的要素を統合し、「人間は自己調節として知られるプロセスを通じて自身の行動を制御することができる」と結論付けた。これは、自己観察、判断、自己反応を含む彼の知られたプロセスにつながった。自己観察（内観としても知られる）は、目標設定に向けて取り組み、行動変化の影響を受けるように個人に情報を提供し動機付けるために、自身の思考と感情を評価するプロセスである。判断は、個人が自身のパフォーマンスを個人的または作成された基準と比較することを含む。最後に、自己反応が適用され、個人は基準を満たすことの成功または失敗に対して自身に報酬を与えたり罰したりする。自己反応の例として、試験で良い成績を取ったことに対して自身にパイを1切れ余分に与えることが挙げられる。

### デール・シュンク
シュンク（2012年）によると、構成主義の台頭に大きな影響を与えたロシアの心理学者レフ・ヴィゴツキーは、自己調節には計画、統合、概念形成などの認知プロセスの調整が含まれると考えていた（Henderson & Cunningham, 1994）。しかし、そのような調整は個人の社会環境や文化から独立して進行するわけではない。実際、自己調節には言語と概念の段階的な内在化が含まれる。シュンクの『Learning Theories: An Educational Perspective』は、学部生と大学院生の学習者に向けて学習理論の現代的および歴史的な概要を提供すると述べられている。

### ロイ・バウマイスター
広く研究されている理論として、自己調節理論は著名な社会心理学者ロイ・バウマイスターからも大きな影響を受けた。彼は自己調節能力を容量が限られているものとして説明し、これを通じて自我消耗という用語を作り出した。ロイ・バウマイスターによって説明された自己調節理論の4つの要素は、望ましい行動の基準、基準を満たす動機付け、基準を破る前の状況と思考のモニタリング、そして衝動を制御する内部の強さとしての意志力である。バウマイスターの論文『Self-Regulation Failure: An Overview』において、彼は自己調節が複雑で多面的であることを表明した。バウマイスターは自己調節の失敗の事例として、自己調節の「3つの要素」を示した。

## 批判/課題
自己調節の一つの課題は、研究者が自己調節を概念化し操作化することに苦心していることである（Carver & Scheier, 1990）。自己調節のシステムは、研究認知、問題解決、意思決定、メタ認知を含む複雑な機能の集合である。
自我消耗とは、自己調節または意志力が限られた精神的資源から引き出されることを指す。個人の精神活動が低い場合、自己調節は通常障害を受け、これが自我消耗につながる可能性がある。自己調節は人々の自己機能において重要な役割を果たす。制御の錯覚は、特定の出来事を制御する個人の能力の過大評価を含む。これは、誰かがその制御を持っていない可能性があるにもかかわらず、結果に対する制御感を感じるときに発生する。心理学者は一貫して人生の出来事に対する制御の知覚の重要性を強調してきた。ハイダーは、人間には環境を制御しようとする強い動機があると提案した。
相互決定論は、アルバート・バンデューラによって提案された理論で、人の行動は個人的要因と社会環境の両方によって影響を受けると述べている。バンデューラは、個人の行動と個人的要因が環境に影響を与える可能性を認めている。これらには、自我を過少または過剰に補償し、状況の結果に利益をもたらさないスキルが含まれる可能性がある。
最近、バウマイスターの自我消耗の強さモデルは複数の方法で批判されている。メタ分析では、自己調節の強さモデルの証拠はほとんど見つからなかった。また、枯渇する限られた資源としてのグルコースについても証拠は見つからなかった。事前登録された試験では、自我消耗の証拠は見つからなかった。この特定の研究に対しては、いくつかの論評が批判を提起している。
要約すると、自己調節の強さモデルの多くの中心的な仮定は修正を必要としているようである。特に、自己調節を枯渇する可能性のある限られた資源として見ることと、枯渇する燃料としてのグルコースは、大幅な修正なしには防御することが難しいようである。

## 結論
自己調節は、社会的状況、個人の健康管理、衝動制御など、日常生活の多くの側面に適用できる。強さモデルは一般的に支持されているため、自我消耗タスクを実行して、人の脳内の自己調節能力の量を一時的に消耗させることができる。自己調節の枯渇は、個人の親族のメンバーを除いて、困っている人々を助ける意欲と関連していると理論化されている。アルバート・バンデューラ、ロイ・バウマイスター、ロバート・ウッドを含む多くの研究者がこれらの発見に貢献してきた。